# サーカス・マキシマス (バンド)
サーカス・マキシマス（英: Circus Maximus）は、ノルウェーのプログレッシブ・メタル・バンドである。 
パワーメタル、シンフォニックメタルに影響を受けたハイトーンヴォーカルやドラマチックかつ叙情的なアレンジが特徴である。 
「ドリーム・シアターのフォロワーでありながら、北欧らしい清涼感を兼ね備えている」と称され、日本のプログレッシブ・メタルファンの間で高い人気を獲得している。 

## 略歴
2000年、長年のバンド仲間であるマイケル・エリクセン(ボーカル)、マッツ・ハウゲン(ギター)とマッツの弟トゥルルス・ハウゲン(ドラムス)がキーボードにエスペン・ストーロ。ベースにグレン・モレンを加え、サーカス・マキシマスを結成する。 
この頃のサーカス・マキシマスは、有名バンドのカヴァーバンドとして活動をしていた。 
2005年5月、デビューアルバム『ザ・ファーストチャプター(The 1st Chapter)』をリリース。  
2005年11月、キーボードのエスペン・ストーロが脱退。代わって、2006年の初めに、ラッシー・フィンブローテンがバンドに加わる。 
2007年8月7日、2ndアルバム『アイソレイト(Isolate)』 をリリース。 
2012年6月1日、5年振りとなる3rdアルバム、『ナイン(Nine)』をリリース。 5年間のブランクを物ともさせないメロディアスでダイナミックなアルバムは、その人気を確立させた。 
このアルバムの成功で、バンドは同年の「ラウドパーク12」でファン待望の初来日をする。 
2016年1月19日、先行シングル「The Weight」をリリース。同年3月18日に4thアルバム『ハヴォック(Havoc)』をリリースさする。 
また、ヴォーカリストのマイケル・エリクセンが、 エイリオンの9thアルバム『ソース』でゲストヴォーカルとしてキャストされるなど、その実力が評価される場面が増えていく。
2017年8月4日、サーカス・マキシマス初のライブアルバムである『Havoc in Oslo』をリリース。 
2019年9月6日に二枚目のライブアルバム『ナイン・ライヴ＋EP(Nine Live)』をリリース。日本盤では3rdアルバム「Nine」の完全再現ライブに加えて、海外で発売されたEPの新曲を収録している。 

## メンバー

### 現在のメンバー
- マイケル・エリクセン (Michael Eriksen) - ボーカル (2000 - )
- マッツ・ハウゲン (Mats Haugen) - ギター (2000 - )
- トゥルルス・ハウゲン (Truls Haugen) - ドラム 、 スクリーミング [2] (2000 - )
- グレン・モレン (Glen Cato Møllen) - ベース (2000 - )
- ラッセ・フィンブラテン (Lasse Finbråten) - キーボード (2005 - )

### 元メンバー
- エスペン・ストロ (Espen Storø) - キーボード(2000-2005)

## ディスコグラフィ
スタジオ・アルバム
- 『ザ・ファースト・チャプター』 - The 1st Chapter (2005年)
- 『アイソレイト』 - Isolate (2007年)
- 『ナイン』 - Nine (2012年)
- 『ハヴォック』 - Havoc (2016年)

ライブ・アルバム
- Havoc in Oslo (2017年)
- 『ナイン・ライブ＋EP』 - Nine Live (2019年)

EP
- Isolated Chapters (2019年)